# 罗勒 (沃州)
罗勒（法語：Rolle）是瑞士联邦西部法语区的沃州下设的一个镇。在行政上属于尼永区管辖。2006年之前曾为罗勒区的行政中心。

## 历史
罗勒城堡最早见于一份1294年的文献，当时其名写作“Rotuli”。官方建立年代为1319年。

## 地理
罗勒位于莱芒湖北岸。总面积为2.74平方公里。

## 经济
罗勒是日本汽车企业英菲尼迪的欧洲总部所在地。

## 人口
截至2018年底，总人口为6,246。